# Последняя линия обороны Губки Боба
«Последняя линия обороны Губки Боба» (англ. SpongeBob’s Last Stand) — 134-я серия мультсериала «Губка Боб Квадратные Штаны», которая была показана 22 апреля 2010 года в США и России на телеканале «Nickelodeon» ко Дню Земли.

## Сюжет
Губка Боб и Патрик снова отправляются на поля медуз, чтобы заняться любимой охотой, в процессе напевая песенку про медуз. Потом они замечают плакат, на котором написано, что скоро на полях будут строить суперскоростное шоссе, что может привести к вымиранию вида медуз. Они просят своих знакомых помочь им остановить стройку, но все отказываются.
Расстроенный Губка Боб приходит на работу в ресторан. Мистер Крабс сразу замечает его плохое настроение, и они ведут диалог про шоссе. Оказывается, Мистер Крабс тоже голосовал за то, чтобы строительство началось. Он предположил, что это может увеличить его доход, но Губка Боб показывает ему весь план, в котором шоссе лишь проходит над «Красти Крабом» и ведёт к «Чам Бакет». План был придуман Планктоном, чтобы вывести их из бизнеса, и они отправляются к нему. Однако их беседа ничего не меняет, ведь план утвердил весь город на голосовании.
Тогда Губка Боб и Патрик решают устроить акцию протеста, на которой поют песню про поля медуз и просят поддержки народа. Однако у всех это вызывает лишь злобу к двум протестующим, и их арестовывает полиция. Копы отвозят героев за город и оставляют там. Затем Губка Боб и Патрик наблюдают парад, который устроил Планктон в честь строительства шоссе. Губка Боб всё равно намерен остановить стройку и встаёт на пути Планктона, но тот проезжается по нему бульдозером, проделывая дорогу и заливая её бетоном. Медузы покидают свои поля.
Как и планировалось, шоссе было построено, Бикини Боттом стал сильно загрязнённым, а «Красти Краб» обанкротился, из-за чего мистер Крабс решает отдать свою секретную формулу Планктону. Он приходит к нему, но внезапно в «Чам Бакет» через трубу залетает рой медуз, которым теперь негде жить; Крабс сбегает, а Планктона схватывают и жалят медузы. На улицы города также прилетают медузы, и начинается хаос. Увидев возможность, Губка Боб выступает на телетрансляции и просит вернуть медузам их поля (Губка Боб не знал, что народ не поймет мотивы цен дел и прямого доказательства не было, что в результате так и произошло). Он берёт бульдозер и пытается уничтожить шоссе, но не выходит. Сильно ужаленный, но всё ещё стоящий Планктон заявляет, что оно неразрушимо. В ответ жители города и друзья Губки Боба встают против Планктона и приходят к Бобу на помощь, и совместными усилиями они всё-таки сносят дорогу с колоннам тротуара. В панике Планктон пытается остановить Боба, но его раздавливает асфальтоукладчик. Город и «Красти Краб» приходят в нормальное состояние, поля медуз мгновенно восстанавливаются в своё естественное состояние, а герои снова поют песенку про медуз.

## Роли
- Том Кенни — Губка Боб, мэр, Дейл, Бен Бленни, офицер Джонсон, шотландец
- Билл Фагербакки — Патрик Стар, Фрэнки-Билли
- Роджер Бампасс — Сквидвард, Нэт
- Клэнси Браун — мистер Крабс, рейнджер, поющий коралл
- Мистер Лоуренс — Планктон, Ларри Лобстер, Дейл, Билл

### Роли дублировали
- Сергей Балабанов — Губка Боб
- Юрий Маляров — Патрик Стар
- Иван Агапов — Сквидвард, рейнджер, мэр, Бен Бленни, шотландец
- Александр Хотченков — мистер Крабс, Ларри Лобстер, Дейл, Нэт
- Юрий Меншагин — Планктон, Фрэнки-Билли, офицер Джонсон, Билл, поющий коралл

## Производство
Сценарий к спецвыпуску написали Аарон Спрингер, Стивен Бэнкс и Дерек Иверсен; анимационными режиссёрами выступили Эндрю Овертум и Том Ясуми.
Эпизод стал частью празднования Дня Земли на «Nickeloden» и транслировался 22 апреля 2010 года. В нём была песня «Give Jellyfish Fields a Chance» (с англ. — «Дайте полям медуз шанс»), которую Губка Боб и Патрик пели на своих протестах, что отсылает к песне Джона Леннона «Give Peace a Chance» (с англ. — «Дайте миру шанс»), написанной во время постельной акции протеста в 1960-х годах. Стивен Бэнкс, сценарист спецвыпуска, рассказал, что этот эпизод никогда не ставил своей целью преподавать уроки окружающей среды. Также со слов Дерека Иверсена, второго сценариста серии, что оригинальная сюжетная линия была совершенно другой, включая ссылки на Рипа ван Винкля и удушливое облако пыли, окутывающее Бикини Боттом.
16 марта 2010 года, перед показом на телевидении, эпизод был выпущен на одноимённом DVD.

## Отзывы критиков
В апреле 2010 года эпизод занял первое место в топе телепередач широковещательного и кабельного телевидения, по данным Nielsen Media Research, Nickelodeon посмотрело 2,1 миллиона человек.
Серия получила положительные отзывы критиков. Пол Мэвис из DVD Talk сказал, что она имеет хорошо проработанную историю и сильные интегрированные приколы. К. С. Строубридж из The Numbers сказал: «Мне действительно нравится, что у них есть посыл, который сопровождается шутками, но было бы более эффективно, если бы он был более тонким». Джош Роде на DVD Verdict охарактеризовал серию «достойной». Шеннон Госни из Readhead Mom написала: «Было много моментов, где мои мальчики просто рассмеялись. Даже я иногда ловила себя на том, что смеюсь».
Журнал «The Hollywood Reporter» отметил, что данная серия — одна из тех, где «„Губка Боб“ пробирается в социальные комментарии». Поэтому данная серия вызвала критику со стороны консерваторов, которые считали, что «Nickelodeon» через данную серию пропагандирует энвайронментализм.